# デッドエンド Orchestral Manoeuvres in the Dead End
『デッドエンド Orchestral Manoeuvres in the Dead End』（デッドエンド オーケストラル・マヌヴァーズ・イン・ザ・デッド・エンド）は、2011年9月29日にアルケミストから発売されたPlayStation Portable用ゲームソフトである。

## 概要
ゲームブランド「テクスト。」が開発した「デジタライズド・ゲームブック」と銘打たれたノベル形式のアドベンチャーゲーム。
通常のノベルゲーム同様、主人公の一人称視点で物語が進んでいくが、選択肢の決定は、自身の判断のほか、振るったダイスの目によって左右されることが特徴。
発売前から、プレイヤーにこのゲームの特殊性を理解してもらうために、公式サイトで動画番組を配信する、本編前日譚をアナログのゲームブック形式で公開する、などの試みが展開された。
なお、2006年に発売されたPCゲーム『蠅声の王』は主要スタッフが同一で、世界観も共有している。

## あらすじ
東亰府の高校生である符御是人は、忘れ物を取りに侵入した校舎で異形の化け物であるグールを目撃する。屋上に避難した是人は、蒼い髪の少女と眼帯の少年の二人組に襲われ、心臓を貫かれる。三日後、自室で目覚めた是人は、目の前に現れた四人組から驚愕の事実「この世界には吸血鬼が存在しており、彼らはそれに対抗する組織の一員」という話を聞かされる。なし崩し的に組織に加わることになった是人は、人外の闘いに足を踏み入れていく。

## 登場人物

### 東亰府環境局特殊廃“忌”物対策課・第二班
符御 是人（ふみ ぜくと）
声 - 岡本信彦
主人公。16歳の高校生。通称「ゼクト」。ひょんなことから第二班の面々に命を救われ、負傷した鋼一郎の補佐をするなどの理由から、彼らの一員となる。中学時代に剣道の選手として活躍していたこともあり、戦闘スタイルは日本刀による近接型。実戦経験は浅いが、振るうべき時に振るうことのできる実力と気概の持ち主である。
早くに両親を亡くし、祖父母のもとで育てられる。現在は、学費以外の生活費をアルバイトで稼ぎながら自活中（しかし、生死の境をさまよっている間に、阿久津によってアルバイトを2件ともやめさせられていた）。普段の物腰としては、無関心無干渉が基本的なスタンスだが、第二班に入って以降、要領のわからない新人という立場もあってか、他の面々のツッコミにまわることが多い。
小林 鋼一郎（こばやし こういちろう）
声 - 新谷良子
10歳の小学生。通称「小林少年」。年齢不相応の落ち着きと教養を身に着けた博覧強記の天才児。第二班には外部組織から出向してきている立場である。トランプ大の紙片を触媒として様々な現象を起こす方程式の使い手であり、基本的には遠方からの援護攻撃を担当する。ゼクトの命を救った戦闘で膝部を骨折し、以降は電動車いすにのった姿で登場する。
生意気盛りで口が立ち、ゼクトを言い負かすことが常だが、一般的な礼節はわきまえている。また、新人であるゼクトの疑問に、様々な薀蓄を用いて回答してくれる。その能力の高さゆえに、現在の家にさらわれるような形で引き取られたという。能力修行のため就学免除を受けており、小学校には籍を置いたのみで通っていない。姉が一人おり、ややシスコン気味。
手塚 酉穂（てづか とりほ）
声 - 茅野愛衣
16歳の高校生、ゼクトとは同じ学校の同級生。通称「トリホ」。若手三人の中では最も長く二班に属する経験者。強力すぎるヒール能力の持ち主で、負傷の回復には（危険すぎて）向かない反面、グールに暴力的なダメージを与えることが可能。戦闘スタイルは徒手空拳による近接型。ゼクトとは攻撃範囲が重なるため、別々の敵を担当する。「一度死んだ」状態のゼクトにヒールをかけて肉体を回復させ、輸血を行うなど、彼の直接の命の恩人でもある。
普段はテンションが低めで、あまり感情が表情に出ず、ジト目が多い。とんちんかんな受け答えをする、褒められると自慢げに鼻息を荒くするなど、行動は天然ボケ気味。10歳の時に大規模な列車事故で両親を亡くしており、能力はその時に発露したもの。また、拝坂、阿久津とはこの件以来の付き合いである。
拝坂 御木（はいさか みき）
声 - 藤原啓治
32歳の男性。通称「ハイサカ」。第二班のリーダーを務める。念力発火能力者であり、複数の形態を使い分け、その範囲と効果は多岐にわたる。ゼクトの命を救った際に、彼の隠れた能力を見出し、二班への協力を要請した。前線に出ることは少ないが、年長者として若者たちを気遣い、精神的にバックアップしている。
常にたるそうに煙草をくわえ、ひょうひょうとした態度で、数多のツッコミを受け流す。なんだかんだで自分の意見を採用させることに長けている。ゼクトを引き込むにあたっては、彼と５円単位で時給の交渉を繰り広げた。かつては第一班・レギュラーとして働いていたが、妻を失って以降は覇気がなくなっていき、第二班に移ったらしい。また、前述の能力を身に着けるにあたって、大変な苦労をしたという。
阿久津（あくつ）
声 - 杉田智和
年齢不明。通称「ディーノ」。第二班唯一の非戦闘員。特殊な能力は持たないが、本来の役割でもある清掃、「後始末」のプロである。普段は主にパッカー車の運転を担当している。拝坂を「アニキ」と慕う。
金髪リーゼントにガラの悪い口調、と絵に描いたようなヤンキー。しかし、面倒見がよく、根は気のいい男である。第一班に所属していたころの拝坂を知っており、内心では気にかけている。通称は、彼の下の名前にちなんだもの。

### 吸血鬼とその配下
ウツロ
声 - 巽悠衣子
青を象徴とする吸血鬼。外見はセクトと同年代の少女。蒼い長髪に黒いマントを身に着けている。マントの下の服装は、露出度が高い。吸血鬼の中でも特に膂力が秀でており、高い戦闘力を持つ武闘派。ゼクトが初めて遭遇した吸血鬼であり、彼に致命傷を負わせた張本人。
厭世的になりがちな作中の吸血鬼としては珍しく、大雑把で明るい性格。単純な動機で行動するため、従者であるヘンゼルに窘められることもしばしば。なお、「ウツロ」は略称であり、本来の名前が別にある。
コアトル
声 - 中原麻衣
白を象徴とする吸血鬼。抜群のプロポーションを持つ妙齢の女性。白髪のショートカットで、地味に露出度が高いスーツ様の服装をしている。体が弱いらしく、戦闘で前線に立つことは少ない。代わりに頭脳派であり、吸血鬼たちが会合をする際、長を務めるのは彼女である。
策謀を巡らせることを好み、同族の誰に対しても人をくったような慇懃無礼な態度で臨む。単純なウツロとは対立することもあるようだ。自身たちの子孫を得ることを最大の目的として行動しており、特にシパクトリの目覚めには並々ならない関心を寄せている。
シトベ
声 - 石田彰
赤を象徴とする吸血鬼。外見は20代の男性。赤い長髪に、黒の長衣。顔、体中におびただしい縫合の跡がある。左腕の義手には肋骨様の防具がついており、これを武器に肉弾戦を行う。基本的には、コアトルの命により動く。
両目を閉じていることが多く、表情らしきものを見せることがない。大人しく、口数は少ないが、従者たちをフォローする発言をするなど、冷徹ではない。同族唯一の男性吸血鬼であるが、ある理由からコアトルからの扱いはぞんざいである。
シパクトリ
声 - ゆかな
吸血鬼。外見は10～12歳の少女。白いマントを着込み、自律性のない旧式の車いすに乗っている。なぜか他の吸血鬼たちから手厚い待遇を受けている。
何らかの意思を示すこともなければ、身体を微動だにすることもなく、身の回りの世話の一切をヘキセにまかせている。それゆえに能力、存在理由など様々なことが不明な、謎に包まれた存在。コアトルによれば、今後、一族が子孫を得るための打開策となりうるとのこと。
ヘンゼル
声 - 内田彩
ウツロの従者。外見は年端もいかない少年で、グレーテとは双子の兄妹。緑の短髪、右目に眼帯。黒いマントに短パンを着用。自身の身長にも匹敵する巨大な戦鎚を武器に戦う。ゼクトが初めて遭遇した従者であり、彼に初撃を与えた。
感情豊かだが冷酷な性格。生意気な言動が多く、ウツロにも敬語ながら憎まれ口をたたくなど、主を絶対視し依存する従者には珍しいタイプ。しかし、命令をしっかり聞きこなすことから、憎まれ口以上のものではない様子。
グレーテ
声 - 大亀あすか
コアトルの従者。外見は年端もいかない少女で、ヘンゼルとは双子の兄妹。紫の長髪、左目に眼帯。リボンとフリル満載のブラウス、スカートを着用。「リコリス」と名付けた流星錘を武器に、中距離攻撃を主とする戦法をとる。
口数は少なく、常に醒めた目、無表情。いざという時の容赦はない性格。隙あらば携帯端末をいじっており、情報機器依存の気がある。コアトルへの忠誠は絶対であると同時に、ヘンゼルのフォローを進んで行うなど、同胞としての情には厚い様子。
ブレッドクラム
声 - 大久保英恵
シトベの従者。外見はヘンゼルたちよりも更に幼い少女。白い長髪、小麦色の肌。白のワンピースに、シトベと揃いの装飾を身に着けている。強力な方程式を使用するスペルキャスターで、爆炎による攻撃を得意とする。
控えめな性格で、いつもシトベの後ろに隠れ、おどおどとしている。シトベを強く慕っている。名前はそのまま「パンくず」の意味であり、従者たちには本来別の名前がある可能性が指摘されている。
ヘキセ
声 - 斎藤楓子
シパクトリの身の回りの世話をしているグール。外見は妙齢の女性。グラマラスな肉体を、包帯と旧式の看護師服で包んでいる。シパクトリに劣らず、口を開かないため、なにを考えているのかわからない。ヘキセとはドイツ語で魔女のこと。

## 制作スタッフ
シナリオ
- 大槻涼樹

原画・キャラクターデザイン
- vanilla

音楽
- たくまる

グールデザイン
- atu